# Aegomorphus galapagoensis vonhageni
Aegomorphus galapagoensis vonhageni es una subespecie de escarabajo longicornio del género Aegomorphus,  subfamilia Lamiinae. Fue descrita científicamente por Mutchler en 1938.
Se distribuye por América del Sur, en islas Galápagos. Mide 9-17 milímetros de longitud.